# Aporosa hermaphrodita
Aporosa hermaphrodita är en emblikaväxtart som beskrevs av Airy Shaw. Aporosa hermaphrodita ingår i släktet Aporosa och familjen emblikaväxter. Inga underarter finns listade i Catalogue of Life.